# Îles Maria
Ne doit pas être confondu avec Île Maria ou Maria (Tuamotu).
Les îles Maria sont un atoll situé dans la partie la plus occidentale de l'archipel des Australes en Polynésie française. Elles sont administrativement rattachées à la commune de Rimatara.

## Géographie
Le groupe des îles Maria est situé à 215 km au nord-ouest de Rimatara, l'île la plus proche, et à 700 km au sud-ouest de Tahiti.
L'île est composée de quatre petits motus dont deux dépendent de Rimatara et les deux autres de Rurutu. 
L'atoll, d'une superficie totale de 1,3 km2 de terres émergées, est composé de quatre petits motu distincts avec de petites forêts assez denses. Elles sont séparées par un lagon très peu profond communiquant avec l'océan – bien que dépourvu de passe – et abritent de nombreuses espèces d'oiseaux.

## Histoire
L'atoll tient son nom du baleinier Maria qui le découvrit en 1824. Sur lequel se trouvait George Washington Gardner (en), originaire de Nantucket, qui était commandé par le capitaine David Michigan[réf. nécessaire].
Certaines sources indiquent qu'elles ont servi de bagne ou de colonie pénale, mais c'est semble-t-il par confusion avec les Îles Marías mexicaines. 
À Rurutu, l'île voisine, la peine capitale consistait à abandonner sans vivres les coupables sur un des quatre minuscules îlots situés au nord-ouest de Rimatara : là ne poussent que quelques cocotiers et buissons de mikimiki, entrainant la mort lente par suite de toutes sortes de privations.
Bien qu'inhabité, la seule activité contemporaine pratiquée occasionnellement sur l'atoll est la récolte du coprahpar les habitants de Rimatara afin de financer les besoins de leurs familles.